# Staatliche Technische Universität Brest
Die Staatliche Technische Universität Brest (belarussisch Брэсцкі дзяржаўны тэхнічны універсітэт, russisch Брестский государственный технический университет; englisch Brest State Technical University BSTU) ist eine Hochschule in Brest, Belarus.
1966 wurde das Civil Engineering Institute gegründet, 1989 folgte die Umwandlung in ein Polytechnisches Institut, seit 2000 hat die Hochschule den Universitätsstatus.
Die BSTU ist die größte Hochschule im westlichen Belarus; es werden über 4.000 Studenten und 1.400 Teilzeitstudenten an fünf Fakultäten ausgebildet. Die Studienzeiten betragen bei Vollzeitstudium 4 Jahre und 10 Monate beziehungsweise bei einem berufsbegleitenden Studium 5 Jahre und 10 Monate.

## Fakultäten
- Civil Engineering (Architecture, Civil Engineering, Production of Building Elements and Structures, Examination and Management of Immovable Property, Motor Roads)
- Mechanical Engineering and Electronics (Machine-Building Technologies, Technical Maintenance of Motorcars, Technological Equipment of Machine-building Production, Production Automation)
- Electronic information systems (Computers, Systems and Networks, Automatic Data Processing Systems, Industrial Electronics, Artificial Intelligence)
- Water Supply Systems and Soil Conservation (Water Supply and Sewage Systems Engineering, Water Resources Management, Soil Conservation and Water Resources)
- Economics (World Economy and International Economic Relations, Economics and Management of Enterprises, Commerce, Finance and Credit, Accounting and Analysis and Audit, Marketing)
- Extra-Mural Studies

## 2020–2021
Rektor Aljaksandr Drahan, der die Studierenden der Universität während der Proteste in Belarus ab 2020 unterstützte, wurde am 20. Oktober 2020 freigestellt. Doktor der Technischen Wissenschaften, Dozent Aljaksandr  Bachanowitsch wurde zum neuen Rektor ernannt.
Am 28. Oktober 2020 wurden neun Studierende der Fakultät für Bauingenieurwesen und der Fakultät für elektronische Informationssysteme wegen der angeblichen „Verletzung der öffentlichen Ordnung“ ausgeschlossen. Eine Beschwerde über die illegale Ausweisung wurde vor Gericht gebracht.
Am 29. Oktober trat die BSTU-Rechtsberaterin Wolha Audsjajtschuk zurück, weil sie den Ausweisungsbescheid nicht unterzeichnen wollte. Tatsiana Krywuschtschanka, die Leiterin der Rechtsabteilung, kündigte ihre Stellung ebenfalls aus Protest, wie es bereits andere Universitätsprofessoren vor ihr machten.
Das Vorgehen der Hochschulleitung wurde auf internationaler Ebene verurteilt. Am 21. Juni 2021 wurde der von Aljaksandr Lukaschenka berufene Rektor Aljaksandr Bachanowitsch in die Liste der Personen und Organisationen, die im Zusammenhang mit Menschenrechtsverletzungen in Belarus sanktioniert werden, aufgenommen. Laut EU-Beschluss trägt Bachanowitsch „die Verantwortung für die Entscheidung der Universitätsleitung, Studierende wegen der Teilnahme an friedlichen Protesten auszuschließen“, die nach Lukaschenkas Appell vom 27. Oktober 2020, Universitätsstudenten auszuschließen, die an Protesten und Streiks teilgenommen hatten, beschlossen wurden, d. h. für Repressionen gegen die Zivilgesellschaft und Unterstützung des Lukaschenka-Regimes.

## Hochschulpartnerschaften
- Technische Universität Białystok
- Technische Universität Lublin
- Hochschule für Bauwesen und Wirtschaft Biberach
- Hochschule Ravensburg-Weingarten